# كوماموناسية تسونغليانية
كوماموناسية تسونغليانية (الاسم العلمي: Comamonas zonglianii) هي نوع من البكتيريا، سلبية الغرام، تتبع جنس الكوماموناسية.